# Землекоп тонкодзьобий
Землекоп тонкодзьобий (Geositta tenuirostris) — вид горобцеподібних птахів родини горнерових (Furnariidae). Мешкає в Андах.

## Опис
Довжина птаха становить 12-13 см, вага 16-19 г. Верхня частина тіла переважно охриста, нижня частина тіла білувата.

## Підвиди
Виділяють два підвиди:
- G. t. kalimayae Krabbe, 1992 — центральний Еквадор (Котопахі);
- G. t. tenuirostris (Lafresnaye, 1836) — Перу (від Кахамарки на південь до Арекіпи на заході та до Уануко на сході), Болівія і північно-західна Аргентина (на південь до Тукумана, можливо, до Мендоси).

## Поширення і екологія
Тонкодзьобі землекопи мешкають в Еквадорі, Перу, Болівії і Аргентині. Вони живуть у високогірних чагарникових заростях, на гірських луках пуно і парамо, на полях і пасовищах. Зустрічаються на висоті від 2500 до 4600 м над рівнем моря.